# 袖川村
袖川村（そでかわむら）は、岐阜県吉城郡にあった村である。
現在の飛騨市の一部であり、旧神岡町域南西部に相当する。高原川支流の山田川沿いの村であり、流葉山の麓に位置した。

## 歴史
- 江戸時代末期、この地域は飛騨国吉城郡高原郷の一部であり、天領であった。
- 1871年（明治4年） - 廃藩置県により飛騨国一円は筑摩県となる。
- 1875年（明治8年）7月1日 - 高原郷が下高原郷と上高原郷（後の上宝村域、現高山市上宝町・奥飛騨温泉郷に相当）とに分立。そのうち下高原郷49か村が合併し神岡村が成立。
- 1876年（明治9年）8月20日 - 筑摩県から岐阜県に移行。
- 1889年（明治22年）7月1日 - 神岡村を3分割し、町村制施行により船津町・阿曽布村とともに袖川村が成立。袖川村は旧下高原郷のうち巣山・柏原・大笠・山田・西・伏方・堀之内・寺林・梨ヶ根の9か村の地域からなる。旧村名を継承した計9大字を編成。
- 1950年（昭和25年）6月10日 - 船津町・阿曽布村と合併し神岡町が成立、袖川村廃止。

## 教育
- 袖川村立山田小学校（後の飛騨市立山田小学校）
- 袖川村立寺林小学校（後の神岡町立寺林小学校）
- 袖川村立山田中学校（後の神岡町立山田中学校）

## 神社・仏閣
- 倉野神社
- 津島神社

## 観光
- 流葉山